# Manettia cephalophora
Manettia cephalophora é uma espécie de dicotiledónea pertencente à família Rubiaceae, descrita em 1937.